# Primera Liga de Eslovenia 2018-19
La Primera Liga de Eslovenia 2018-19 fue la edición número 28 de la Primera Liga de Eslovenia. La temporada comenzó el 20 de julio de 2018 y terminó el 25 de mayo de 2019. Maribor se proclamó campeón.

## Formato
Los diez equipos participantes jugaron entre sí todos contra todos cuatro veces totalizando treinta y seis partidos cada uno, al término de la fecha treinta y seis el primer clasificado obtuvo un cupo para la segunda ronda de la Liga de Campeones 2019-20, mientras que el segundo y tercer clasificado obtuvieron un cupo para la primera ronda de la Liga Europea 2019-20; por otro lado el último clasificado descendió a la Segunda Liga de Eslovenia 2019-20, mientras que el noveno clasificado jugó el Play-off de relegación contra el segundo clasificado de la Segunda Liga de Eslovenia 2018-19 para determinar cual de los dos jugará en la Primera Liga de Eslovenia 2019-20.
Un tercer cupo para la primera ronda de la Liga Europea 2019-20 es asignado al campeón de la Copa de Eslovenia.

## Equipos participantes
| Equipo             | Ciudad        | Estadio                 | Capacidad |
| ------------------ | ------------- | ----------------------- | --------- |
| Aluminij           | Kidričevo     | Aluminij Sports Park    | 532       |
| Celje              | Celje         | Stadion Z'dežele        | 13.059    |
| Domžale            | Domžale       | Domžale Sports Park     | 3.100     |
| Gorica             | Nova Gorica   | Nova Gorica Sports Park | 3.100     |
| Krško              | Krško         | Stadion Matija Gubec    | 1.470     |
| Maribor            | Maribor       | Estadio Ljudski vrt     | 12.702    |
| Mura               | Murska Sobota | Fazanerija City Stadium | 3.782     |
| Olimpija Ljubljana | Ljubljana     | Estadio Stožice         | 16.038    |
| Rudar Velenje      | Velenje       | Stadion Ob Jezeru       | 2.341     |
| Triglav Kranj      | Kranj         | Stadion Stanko Mlakar   | 2.060     |

### Ascensos y descensos
| Pos. | A Primera Liga 2018-19 |
| ---- | ---------------------- |
| 1    | Mura                   |

| Pos. | A Segunda Liga 2018-19 |
| ---- | ---------------------- |
| 10   | Ankaran Hrvatini       |

## Clasificación
| Pos. | Equipo             | Pts. | PJ | G  | E  | P  | GF | GC | Dif. | Clasificación 2019–20                 |
| ---- | ------------------ | ---- | -- | -- | -- | -- | -- | -- | ---- | ------------------------------------- |
| 1    | Maribor (C)        | 78   | 36 | 23 | 9  | 4  | 81 | 33 | +48  | Primera ronda de la Liga de Campeones |
| 2    | Olimpija Ljubljana | 69   | 36 | 20 | 9  | 7  | 73 | 47 | +26  | Primera ronda de la Liga Europa       |
| 3    | Domžale            | 63   | 36 | 18 | 9  | 9  | 76 | 47 | +29  | Primera ronda de la Liga Europa       |
| 4    | Mura               | 52   | 36 | 13 | 13 | 10 | 52 | 36 | +16  | Primera ronda de la Liga Europa       |
| 5    | Celje              | 49   | 36 | 12 | 13 | 11 | 45 | 51 | −6   |                                       |
| 6    | Aluminij           | 48   | 36 | 14 | 6  | 16 | 50 | 53 | −3   |                                       |
| 7    | Rudar Velenje      | 43   | 36 | 12 | 7  | 17 | 50 | 73 | −23  |                                       |
| 8    | Triglav Kranj      | 37   | 36 | 10 | 7  | 19 | 51 | 83 | −32  |                                       |
| 9    | Gorica             | 31   | 36 | 7  | 10 | 19 | 44 | 63 | −19  | Play-off de relegación                |
| 10   | Krško              | 24   | 36 | 5  | 9  | 22 | 29 | 65 | −36  | Descenso de categoría                 |

 Fuente: Sitio oficial
Criterios de clasificación: Puntos · Puntos entre uno-a-uno · Diferencia de gol entre uno-a-uno · Goles de visita entre uno-a-uno · Diferencia de gol · Goles conseguidos · Gol de visita · Ranking de fair play · Empates.
Notas:
1. ↑  Olimpija Ljubljana clasificó a la primera ronda de la Liga Europa por ser el campeón de la Copa Eslovenia. Sin embargo, como ya ha clasificado a dicha estancia por su clasificación en la liga como subcampeón, el cupo pasó al siguiente, siendo ocupado por el puesto 4#.

## Resultados
En la siguiente se muestran dos tablas, la primera muestra los resultados de la primera temporada, de partidos de ida y vuelta. La segunda muestra los resultados de la segunda temporada, de partidos de ida y vuelta. Cada equipo jugó cuatro partidos con el mismo rival.
| Local \ Visitante  | ALU | CEL | DOM | GOR | KRS | MAR | MUR | OLI | RUD | TRI |
| ------------------ | --- | --- | --- | --- | --- | --- | --- | --- | --- | --- |
| Aluminij           | —   | 2–1 | 0–0 | 0–0 | 1–0 | 2–5 | 0–2 | 6–2 | 3–0 | 2–0 |
| Celje              | 1–1 | —   | 0–0 | 2–2 | 2–1 | 0–5 | 1–0 | 1–3 | 2–0 | 1–3 |
| Domžale            | 3–1 | 1–1 | —   | 3–1 | 2–0 | 1–2 | 2–2 | 1–2 | 3–1 | 1–2 |
| Gorica             | 0–1 | 1–1 | 1–0 | —   | 1–0 | 0–3 | 2–2 | 2–0 | 2–2 | 1–1 |
| Krško              | 1–3 | 1–1 | 0–4 | 1–0 | —   | 0–2 | 2–0 | 0–0 | 0–0 | 1–1 |
| Maribor            | 2–1 | 1–1 | 2–2 | 5–0 | 3–0 | —   | 0–0 | 1–2 | 3–0 | 4–1 |
| Mura               | 3–2 | 0–1 | 5–1 | 1–0 | 0–1 | 4–1 | —   | 0–2 | 2–1 | 1–1 |
| Olimpija Ljubljana | 3–1 | 2–2 | 4–4 | 2–2 | 1–1 | 0–3 | 2–2 | —   | 5–0 | 2–0 |
| Rudar Velenje      | 3–2 | 0–1 | 2–1 | 0–2 | 1–1 | 0–5 | 3–2 | 1–2 | —   | 3–1 |
| Triglav Kranj      | 1–3 | 1–2 | 1–4 | 2–4 | 4–3 | 1–5 | 3–0 | 0–4 | 1–2 | —   |

| Local \ Visitante  | ALU | CEL | DOM | GOR | KRS | MAR | MUR | OLI | RUD | TRI |
| ------------------ | --- | --- | --- | --- | --- | --- | --- | --- | --- | --- |
| Aluminij           | —   | 4–1 | 0–3 | 3–1 | 1–1 | 0–1 | 0–1 | 1–0 | 4–0 | 2–1 |
| Celje              | 1–0 | —   | 2–3 | 4–3 | 0–0 | 1–3 | 0–2 | 1–0 | 0–2 | 4–0 |
| Domžale            | 3–0 | 1–1 | —   | 2–1 | 2–1 | 2–1 | 1–1 | 1–3 | 6–2 | 6–1 |
| Gorica             | 0–0 | 4–0 | 2–1 | —   | 1–2 | 1–3 | 0–1 | 1–3 | 1–2 | 1–2 |
| Krško              | 1–3 | 1–1 | 1–2 | 3–2 | —   | 0–1 | 0–3 | 1–4 | 1–2 | 1–3 |
| Maribor            | 1–1 | 1–1 | 1–0 | 2–1 | 2–0 | —   | 1–1 | 0–3 | 3–1 | 3–3 |
| Mura               | 3–0 | 1–1 | 0–0 | 3–0 | 5–0 | 2–2 | —   | 0–0 | 3–3 | 0–0 |
| Olimpija Ljubljana | 2–0 | 2–0 | 1–4 | 3–1 | 3–2 | 0–0 | 1–0 | —   | 3–3 | 4–2 |
| Rudar Velenje      | 3–0 | 0–3 | 1–2 | 2–2 | 1–0 | 1–3 | 1–0 | 1–2 | —   | 2–2 |
| Triglav Kranj      | 3–0 | 0–3 | 1–4 | 1–1 | 3–1 | 1–2 | 2–1 | 2–1 | 0–4 | —   |

## PrvaLiga play-off
El encuentro entre Gorica de la Primera Liga (9#), y el Tabor Sežana de la segunda liga (2#) fue disputada entre mayo y junio de 2019 para definir la permanencia del Gorica en la máxima categoría o el ascenso del Tabor Sežana. Luego de los encuentros Tabor Sežana al ganar uno de los encuentros y empatar el siguiente logró ascender a la Primera Liga.
| 29 de mayo de 2019, 17:00 | Tabor Sežana                  | 2:1 (2:1) | Gorica        | Rajko Štolfa Stadium, Sežana                             |                                                          |
|                           | Stevanović 14' · Azinović 40' | Reporte   | Velikonja 16' | Asistencia: 800 espectadores Árbitro(s): Nejc Kajtazović | Asistencia: 800 espectadores Árbitro(s): Nejc Kajtazović |

| 2 de junio de 2019, 17:00 | Gorica | 0:0 (Global 1:2) | Tabor Sežana | Sports Park, Nova Gorica                                  |                                                           |
|                           |        | Reporte          |              | Asistencia: 2.500 espectadores Árbitro(s): Rade Obrenović | Asistencia: 2.500 espectadores Árbitro(s): Rade Obrenović |

## Goleadores
fuente: Soccerway
| Pos. | Jugador          | Club               | Goles |
| ---- | ---------------- | ------------------ | ----- |
| 1    | Luka Zahović     | Maribor            | 18    |
| 2    | Rok Kronaveter   | Olimpija Ljubljana | 17    |
| 2    | Luka Majcen      | Triglav Kranj      | 17    |
| 4    | Rok Sirk         | Mura               | 15    |
| 4    | Milan Tučić      | Rudar Velenje      | 15    |
| 6    | Rudi Požeg       | Celje              | 14    |
| 7    | Jan Mlakar       | Maribor            | 13    |
| 7    | Shamar Nicholson | Domžale            | 13    |
| 9    | Žiga Škoflek     | Rudar Velenje      | 12    |
| 10   | Senijad Ibričić  | Domžale            | 10    |